# فرهنگ کپسی
فرهنگ کپسی یک فرهنگ اواخر میان سنگی و نوسنگی به مرکزیت مغرب بود که از حدود ۸۰۰۰ تا ۲۷۰۰ پیش از میلاد ادامه داشت. این نام از شهر قفصه در تونس گرفته شده که در زمان رومیان به کپسا معروف بوده است.
صنعت کپسی عمدتاً در تونس و الجزایر کنونی متمرکز بود و به‌طور سنتی به دو افق کپسی معمولی و کپسی علیا تقسیم می‌شود که گاهی در توالی کرونوستراتیگرافیک یافت می‌شوند. گاهی دوره سومی به نام نوسنگی کپسی (۶۲۰۰–۵۳۰۰ پ. م) نیز در نظر گرفته می‌شود. آن‌ها انواعی از یک سنت را نشان می‌دهند، تفاوت‌های بین آنها هم نوع‌شناختی و هم فناوری است.
در این دوره، محیط مغرب به صورت ساوانای باز بود، بسیار شبیه به شرق آفریقای کنونی، با جنگل‌های مدیترانه‌ای در ارتفاعات بالاتر که در آن فاز اولیه با دوره مرطوب آفریقا همپوشانی دارد. رژیم غذایی کپسی شامل انواع مختلفی از حیوانات، از جمله نیاگاو، خرگوش، گاوگوزن و حلزون بود. شواهد کمی در مورد گیاهان خوردنی وجود دارد. در طول دوره نوسنگی بعدی کپسی، شواهدی از بزهای اهلی احتمالاً وارداتی در یک محوطه وجود دارد.
با توجه به مقیاس زمانی فرهنگ کپسی، بروز گسترده در صحرا و ارتباط جغرافیایی با گویشوران نوین زبان‌های آفریقایی-آسیایی، زبان‌شناسان تاریخی به‌طور آزمایشی این صنعت را با اولین گویشوران خانواده آفریقایی-آسیایی در این قاره مرتبط کرده‌اند.
هیچ چیز در مورد دین کپسی شناخته نشده است، اما روش‌های تدفین آنها نشان دهنده اعتقاد به زندگی پس از مرگ است. هنرهای تزئینی از جمله هنر سنگ‌نگاری فیگوراتیو و انتزاعی به‌طور گسترده در محوطه‌های آنها یافت می‌شود و اخرا در رنگ آمیزی ابزار و اجساد دیده شده است. از پوسته تخم شترمرغ برای ساختن مهره و ظرف و از صدف‌های دریایی برای ساخت گردنبند استفاده می‌شد.